# 圣格雷戈里奥
桑特格雷戈里，是西班牙加泰罗尼亚赫罗纳省的一个市镇。总面积49平方公里，总人口2487人（2001年），人口密度51人/平方公里。